# Henry Cecil Kennedy Wyld
Henry Cecil Kennedy Wyld, född den 27 mars 1870, död 1945, var en engelsk språkforskare och universitetslärare.
Wyld var "lecturer" 1899–1904 och professor i engelska språket i Liverpool 1904–20. Han blev 1920 professor i engelska språket och litteraturen i Oxford. Wyld, som var lärjunge till Henry Sweet, gjorde sig känd som framstående fonetiker och var verksam även som språkhistoriker och metriker.
Bland hans arbeten märks Guttural sounds in english (1899), The historical study of the mother tongue (1906), The growth of english (1907), The teaching of reading in training colleges (1908), Elementary lessons in english grammar (1909), The place names of Lancashire (1911), A short history of english (1914; även i tysk översättning), History of modern colloquial english (1920) och Studies in english rhymes (1923).